# Socha Šárky (Česká Třebová)
Socha Šárky je romantická secesní pískovcová socha umístěná v parku Javorka v České Třebové. Byla zhotovena žáky hořické kamenosochařské školy roku 1911 podle modelu Quida Kociana. Ten byl zhotoven již v devadesátých letech a jeho pozitivní kritická odezva měla odstartovat rozkol mezi sochařem a jeho učitelem Josefem Václavem Myslbekem.